# Ussakli
Ussakli (en rus: Усаклы) és un poble de Baixkíria, a Rússia, que en el cens del 2010 tenia 217 habitants. Pertany al districte d'Arkhànguelskoie.